# Philippines' Next Top Model (mùa 2)
Mùa thứ hai của Philippines' Next Top Model (hay còn gọi là Philippines' Next Top Model: High Street) được phát sóng từ ngày 21 tháng 3 đến ngày 30 tháng 5 năm 2017 trên TV5. Trong năm 2013, Solar Entertainment đã nỗ lực tạo ra mùa thứ hai, nhưng sau đó đã hủy. Chương trình đã thông báo vào cuối năm 2016 thông qua Facebook rằng nó sẽ trở lại vào năm 2017 trên TV5, sau 10 năm kể từ mùa trước.
Mùa thứ hai được host bởi nữ diễn viên và người mẫu Maggie Wilson, người sẽ tiếp quản từ người mẫu và hoa hậu Ruffa Gutierrez. Ban giám khảo cũng đã được tân trang lại, bao gồm Hoa hậu Quốc tế năm 2016 Kylie Verzosa, Rain Dagala và Rapha Kiefer.
Người chiến thắng trong cuộc thi mùa này là Angela Lehmann, 25 tuổi từ Bicol. Cô giành được:
- 1 hợp đồng tài năng với TV5 trong 1 năm trị giá ₱1.000.000
- 1 hợp đồng trở thành đại sứ cho SM Woman trị giá ₱2.000.000
- 1 hợp đồng trở thành đại sứ cho OPPO trị giá ₱200.000
- 1 năm trở thành thành viên cho Golds Gym Elite
- 1 chuyến đi cho 2 người tới Hồng Kông được tài trợ bởi Philippine Airlines

## Casting
Các buổi casting được tổ chức tại Baguio, Mandaluyong, Cebu vào Davao vào tháng 1 năm 2017. Các ứng viên cũng được khuyến khích nộp đơn xin tham gia cuộc thi trực tuyến nếu họ không thể xuất hiện trong buổi casting trực tiếp.

## Các thí sinh
(Tuổi tính từ ngày dự thi)
| Thí sinh        | Tuổi | Chiều cao              | Quê quán       | Bị loại ở | Hạng              |
| --------------- | ---- | ---------------------- | -------------- | --------- | ----------------- |
| Janelle Olafson | 27   | 1,65 m (5 ft 5 in)     | Mandaluyong    | Tập 2     | 12                |
| Shekie Quah     | 23   | 1,70 m (5 ft 7 in)     | Cagayan de Oro | Tập 3     | 11                |
| Jan Villanueva  | 24   | 1,75 m (5 ft 9 in)     | Bulacan        | Tập 4     | 10                |
| Kim Valies      | 21   | 1,72 m (5 ft 7+1⁄2 in) | Bacolod        | Tập 5     | 9                 |
| Sarah Edwards   | 23   | 1,63 m (5 ft 4 in)     | Manila         | Tập 6     | 8 (dừng cuộc thi) |
| Ann Vale        | 20   | 1,75 m (5 ft 9 in)     | Bohol          | Tập 6     | 7                 |
| Aivie Phan      | 21   | 1,68 m (5 ft 6 in)     | Muntinlupa     | Tập 7     | 6                 |
| Blaise Buendia  | 20   | 1,69 m (5 ft 6+1⁄2 in) | Antipolo       | Tập 9     | 5                 |
| Janny Medina    | 20   | 1,65 m (5 ft 5 in)     | Quezon         | Tập 10    | 4                 |
| Ina Guerrero    | 23   | 1,73 m (5 ft 8 in)     | Albay          | Tập 11    | 3                 |
| Adela Marshall  | 19   | 1,73 m (5 ft 8 in)     | Makati         | Tập 11    | 2                 |
| Angela Lehmann  | 25   | 1,70 m (5 ft 7 in)     | Bicol          | Tập 11    | 1                 |

## Các tập

### Tập 1: The Girls Who Made It
Khởi chiếu: 21 tháng 3 năm 2017
Từ hàng ngàn cô gái đăng kí dự thi, 24 thí sinh bán kết được đưa tới phòng đánh giá để bắt đầu cuộc thi. Họ đã đi catwalk và có buổi chụp hình đầu tiên trong phong cách cá nhân của họ, trước khi từng người một đã có một buổi phỏng vấn với các giám khảo. Vào buổi đánh giá đầu tiên, 12 cô gái đã được chọn và sẽ bước vào cuộc thi. Sau đó, 12 cô gái đã được di chuyển tới ngôi nhà chung của mình.

### Tập 2: The Girl Who Packed Her Bags Early
Khởi chiếu: 28 tháng 3 năm 2017
12 cô gái đã được nhận một số lời khuyên đặt ra từ các giám khảo, trong khi họ có buổi chụp hình quảng cáo của mùa giải này. Ngày hôm sau, họ được đưa tới Scuba Studio cho buổi chụp hình đầu tiên tạo dáng dưới nước trong đồ bơi.
Vào buổi đánh giá ngày tiếp theo với sự xuất hiện của giám khảo khách mời là Ana Sideco, Jan được gọi tên đầu tiên và sẽ nhận được 1 chuyến mua sắm từ SM Woman và 1 học bổng bơi lặn từ Scuba Studio, còn Janelle là thí sinh đầu tiên bị loại.
- Nhiếp ảnh gia: Kench Genato, Adrien Uichico, Mark Lao, Von Henson
- Khách mời đặc biệt: Ana Sideco

### Tập 3: The Girl Who Slayed The Runway
Khởi chiếu: 4 tháng 4 năm 2017
11 cô gái còn lại đã có một buổi học catwalk từ Wilma Doesnt. Sau khi học những lời khuyên ấy thì họ sẽ phải cho Wilma thấy những gì họ học được, kết quả là Jan chiến thắng thử thách. Ngày hôm sau, họ được đưa tới nhà để máy bay tại sân bay quốc tế Ninoy Aquino cho một buổi quay video trình diễn thời trang với vali, trong khi Jan sẽ được thêm một lần quay nữa vì giành chiến thắng thử thách ngày hôm qua.
Vào buổi đánh giá ngày tiếp theo với sự xuất hiện của giám khảo khách mời là Vilma Doesnt, Janny được gọi tên đầu tiên và sẽ nhận được 2 tấm vé máy bay đi tới Hồng Kông từ Philippine Airlines, còn Shekie là thí sinh tiếp theo bị loại.
- Nhiếp ảnh gia: Mike Gella
- Khách mời đặc biệt: Wilma Doesnt, Paolo Villaluna

### Tập 4: The Girl Who Almost Had Bangs
Khởi chiếu: 11 tháng 4 năm 2017
10 cô gái còn lại được đưa tới tiệm salon Toni&Guy để nhận diện mạo mới của mình. Ai cũng đều chấp nhận diện mạo mới của mình ngoại trừ Jan, đã từ chối thêm mái ngố trên tóc mình. Ngày hôm sau, họ đã có buổi chụp hình tiếp theo với diện mạo mới của mình, trong khi họ phải tỏa sáng trước một đám đông bất ngờ ập tới.
Vào buổi đánh giá ngày tiếp theo với sự xuất hiện của giám khảo khách mời là Mate Grafl, Blaise được gọi tên đầu tiên và sẽ nhận được 1 chuyến mua sắm từ SM Woman, còn Jan là thí sinh tiếp theo bị loại.
- Nhiếp ảnh gia: Jeff Ong, Nina Villanueva
- Khách mời đặc biệt: Mate Grafl, Chery Reyes, Junar Santos

### Tập 5: The Girl Who Is Paw-some
Khởi chiếu: 18 tháng 4 năm 2017
9 cô gái còn lại đã có một buổi học trang điểm từ chuyên gia trang điểm của MAC Cosmetics, Gregory Arlt. Sau đó, họ đã có thử thách trang điểm theo 2 kiểu ngày và đêm trong 10 phút, kết quả là Sarah chiến thắng thử thách. 
Ngày hôm sau, họ đã có buổi chụp hình chân dung với mèo nhưng trước đó, họ đã được bốc thăm chọn 1 từ mà họ sẽ tỏ ra biểu cảm đó trong buổi chụp hình lần này nhưng Sarah sẽ được lợi thế là được thay đổi lá thăm của người khác vì giành chiến thắng thử thách ngày hôm qua. Vào buổi đánh giá ngày tiếp theo với sự xuất hiện của giám khảo khách mời là Rxandy Capinpin, Adela được gọi tên đầu tiên và sẽ nhận được 1 chuyến mua sắm từ SM Woman, còn Kim là thí sinh tiếp theo bị loại.
| Bảng điểm | Bảng điểm | Bảng điểm | Bảng điểm | Bảng điểm | Bảng điểm | Bảng điểm | Bảng điểm |
| --------- | --------- | --------- | --------- | --------- | --------- | --------- | --------- |
| Thứ tự    | Thí sinh  | Rainer    | Rxandy    | Raphael   | Kylie     | Maggie    | Tổng      |
| 1         | Adela     | 9         | 10        | 9         | 10        | 8         | 46        |
| 2         | Sarah     | 8         | 10        | 9         | 9         | 8         | 44        |
| 3         | Aivie     | 8         | 9         | 7         | 8         | 8         | 40        |
| 4         | Angela    | 7         | 8         | 7         | 7         | 8         | 37        |
| 5         | Janny     | 7         | 8         | 7         | 7         | 7         | 36        |
| 6         | Ina       | 6         | 8         | 7         | 7         | 7         | 35        |
| 7         | Blaise    | 6         | 7         | 7         | 6         | 7         | 33        |
| 8         | Ann       | 6         | 7         | 6         | 6         | 7         | 32        |
| 9         | Kim       | 7         | 6         | 7         | 6         | 5         | 31        |

- Nhiếp ảnh gia: Rxandy Capinpin
- Khách mời đặc biệt: Gregory Arlt

### Tập 6: The Girl With The Androgynous Look
Khởi chiếu: 25 tháng 4 năm 2017
8 cô gái còn lại đã có thử thách tạo dáng từ người mẫu Mafae Belasco, họ phải cố gắng tạo những kiểu dáng thời trang trong khi bắt gặp những sự việc khác nhau. Kết quả là Aivie giành chiến thắng thử thách. Quay lại căn hộ, Sarah đã quyết định dừng cuộc thi vì lí do cá nhân của cô.
Ngày hôm sau, họ được đưa tới cửa hàng SM Store để chọn quần áo cho buổi chụp hình tiếp theo của mình, trong khi Aivie sẽ được lựa chọn quần áo trước vì giành chiến thắng thử thách ngày hôm qua. Sau đó, họ đã có buổi chụp hình tiếp theo hóa thân thành người lưỡng tính cùng với người mẫu nam lưỡng tính Jullian Culas. Vào buổi đánh giá ngày tiếp theo với sự xuất hiện của giám khảo khách mời là Erwin Canlas và Jullian Culas, Angela được gọi tên đầu tiên và sẽ nhận được 1 chuyến mua sắm từ SM Woman, còn Ann là thí sinh tiếp theo bị loại.
| Bảng điểm | Bảng điểm | Bảng điểm | Bảng điểm | Bảng điểm | Bảng điểm | Bảng điểm | Bảng điểm |
| --------- | --------- | --------- | --------- | --------- | --------- | --------- | --------- |
| Thứ tự    | Thí sinh  | Maggie    | Erwin     | Raphael   | Jullian   | Tổng      |           |
| 1         | Angela    | 10        | 10        | 10        | 10        | 40        |           |
| 2         | Janny     | 9         | 10        | 8         | 9         | 36        |           |
| 3         | Blaise    | 8         | 9         | 8         | 9         | 34        |           |
| 4         | Adela     | 8         | 6         | 7         | 9         | 30        |           |
| 5         | Ina       | 6         | 6         | 6         | 5         | 23        |           |
| 6         | Aivie     | 5         | 5         | 5         | 6         | 21        |           |
| 7         | Ann       | 5         | 5         | 4         | 5         | 19        |           |

- Nhiếp ảnh gia: Erwin Canlas
- Khách mời đặc biệt: Mafae Belasco, Selina Dayacap, Jullian Culas

### Tập 7: The Girl Who Has An Alter Ego
Khởi chiếu: 2 tháng 5 năm 2017
6 cô gái còn lại được đưa tới Studio D5 cho một buổi học tạo mẫu tóc từ nhà tạo mẫu tóc của Tresemmé, Lourd Ramos, và người mẫu Zoe Sandejas. Sau đó, họ đã có thử thách tạo mẫu tóc trong 10 phút để chuẩn bị cho buổi chụp hình chân dung với mái tóc của mình. Kết quả là Janny chiến thắng thử thách và nhận được một hộp quà từ Tresemmé.
Ngày hôm sau, họ đã có buổi chụp hình tiếp theo theo phong cách alter-ego và Janny sẽ có thêm 20 lần bấm máy vì giành chiến thắng thử thách ngày hôm qua. Lần này họ sẽ tạo dáng trong trang phục họ mặc ở thử thách ngày hôm qua và sau đó họ sẽ được trang điểm lại hóa thân thành một người nổi tiếng. Vào buổi đánh giá ngày tiếp theo với sự xuất hiện của giám khảo khách mời là Lourd Ramos, Angela được gọi tên đầu tiên còn Aivie là thí sinh tiếp theo bị loại.
| Bảng điểm | Bảng điểm | Bảng điểm | Bảng điểm | Bảng điểm | Bảng điểm | Bảng điểm |
| --------- | --------- | --------- | --------- | --------- | --------- | --------- |
| Thứ tự    | Thí sinh  | Maggie    | Raphael   | Rainer    | Lourd     | Tổng      |
| 1         | Angela    | 10        | 10        | 10        | 10        | 40        |
| 2         | Janny     | 9         | 8         | 9         | 9         | 35        |
| 3         | Ina       | 7         | 7         | 7         | 6         | 27        |
| 4         | Blaise    | 6         | 6         | 6         | 7         | 25        |
| 5         | Adela     | 5         | 6         | 5         | 5         | 21        |
| 6         | Aivie     | 4         | 3         | 4         | 3         | 14        |

- Nhiếp ảnh gia: Dookie Ducay
- Khách mời đặc biệt: Lourd Ramos, Zoe Sandejas, Levenson Rodriguez

### Tập 8: The Girl Who Made It Three Times
Khởi chiếu: 9 tháng 5 năm 2017
Giám khảo Rain và giám đốc sáng tạo của tạp chí Mega, Suki Salvador, đã đến thăm 5 cô gái còn lại và Suki đã cho họ một buổi học về vai trò của giám đốc nghệ thuật. Sau đó, Rain thông báo với họ là họ sẽ được tới Pico de Loro Cove tại Nasugbu và trên đường đi, 5 người mẫu nam đã lên xe cùng với các cô gái. Các cô gái sau đó đã bắt cặp với một người mẫu nam cho thử thách chụp hình theo phong cách OOTD tại khách sạn Pico Sands.
Ngày hôm sau, họ được đưa tới bờ biển Hamilo cho buổi chụp hình tiếp theo trong áo tắm với tất cả 5 người mẫu nam, trong khi họ sẽ phải tự điều hành buổi chụp hình cho mình còn Angela sẽ có thêm 10 lần bấm máy vì đã giành chiến thắng thử thách ngày hôm qua. Vào buổi đánh giá ngày tiếp theo với sự xuất hiện của giám khảo khách mời là Suki Salvador, Angela được gọi tên đầu tiên còn Blaise và Janny rơi vào cuối bảng, nhưng Maggie thông báo rằng là cả 2 đều được an toàn.
| Bảng điểm | Bảng điểm | Bảng điểm | Bảng điểm | Bảng điểm | Bảng điểm | Bảng điểm |
| --------- | --------- | --------- | --------- | --------- | --------- | --------- |
| Thứ tự    | Thí sinh  | Maggie    | Raphael   | Rainer    | Suki      | Tổng      |
| 1         | Angela    | 10        | 10        | 10        | 10        | 40        |
| 2         | Ina       | 9         | 7         | 8         | 9         | 33        |
| 3         | Adela     | 8         | 6         | 7         | 10        | 31        |
| 5-4       | Blaise    | 4         | 4         | 3         | 4         | 15        |
| 5-4       | Janny     | 4         | 4         | 4         | 3         | 15        |

- Nhiếp ảnh gia: Dix Perez
- Khách mời đặc biệt: Suki Salvador

### Tập 9: The Girl Who Has TV Commercial Skills
Khởi chiếu: 16 tháng 5 năm 2017
5 cô gái còn lại đã có một buổi học diễn xuất từ đạo diễn Joel Lamangan. Ngày hôm sau, họ được đưa tới phòng đánh giá và đã có một buổi quay quảng cáo cho mạng di động Smart Communications.
Vào buổi đánh giá ngày tiếp theo với sự xuất hiện của giám khảo khách mời là Ed Martinez, Ina được gọi tên đầu tiên và sẽ nhận được giải thưởng tiền mặt trị giá ₱50.000 từ Smart Communications, còn Blaise là thí sinh tiếp theo bị loại.
| Bảng điểm | Bảng điểm | Bảng điểm | Bảng điểm | Bảng điểm | Bảng điểm | Bảng điểm |
| --------- | --------- | --------- | --------- | --------- | --------- | --------- |
| Thứ tự    | Thí sinh  | Maggie    | Raphael   | Rainer    | Ed        | Tổng      |
| 1         | Ina       | 10        | 10        | 10        | 10        | 40        |
| 2         | Angela    | 9         | 9         | 9         | 9         | 36        |
| 3         | Adela     | 8         | 7         | 7         | 7         | 29        |
| 4         | Janny     | 7         | 6         | 7         | 7         | 27        |
| 5         | Blaise    | 3         | 2         | 3         | 2         | 10        |

- Khách mời đặc biệt: Joel Lamangan, Brillante Mendoza, Ed Martinez

### Tập 10: The Girl Who Took A Shot In The Dark
Khởi chiếu: 23 tháng 5 năm 2017
4 cô gái còn lại đã có một buổi học về cách cách chuẩn bị cho buổi casting từ cựu người mẫu Apples Aberin, trước khi họ đã có thử thách casting cho 4 nơi: Rosa Clará, Vans, Mossimo và The Rail. Kết quả là Janny chiến thắng thử thách và nhận được một hộp quà từ Tresemmé.
Ngày hôm sau, họ đã có buổi chụp hình chân dung vẻ đẹp với các bộ trang điểm màu neon trong bóng tối, trong khi Janny sẽ có thêm 10 lần bấm máy vì giành chiến thắng thử thách ngày hôm qua. Vào buổi đánh giá ngày tiếp theo, Adela được gọi tên đầu tiên còn Janny là thí sinh tiếp theo bị loại. Ngày hôm sau, họ đã có buổi chụp hình tiếp theo cho ảnh bìa tạp chí Meg.
| Bảng điểm | Bảng điểm | Bảng điểm | Bảng điểm | Bảng điểm | Bảng điểm | Bảng điểm |
| --------- | --------- | --------- | --------- | --------- | --------- | --------- |
| Thứ tự    | Thí sinh  | Maggie    | Raphael   | Rainer    | Apples    | Tổng      |
| 1         | Adela     | 10        | 10        | 10        | 10        | 40        |
| 2         | Angela    | 9         | 9         | 8         | 9         | 35        |
| 3         | Ina       | 8         | 8         | 8         | 7         | 31        |
| 4         | Janny     | 5         | 5         | 6         | 5         | 21        |

- Nhiếp ảnh gia: Maggie Wilson, Jerick Sanchez
- Khách mời đặc biệt: Apples Aberin, Dimples Ruanto, Mitchie Gail Lumen, Candice de Guzman, Nino Angelo Reyes, Jikka Defiño, Therese Sta. Maria, Lara Keziah Bigornia, RJ Loque

### Tập 11: The Girl Who Owned The Title
Khởi chiếu: 30 tháng 5 năm 2017
Đây là phần tiếp theo của tập 10. 3 cô gái còn lại đã có buổi chụp hình tiếp theo cho ảnh bìa tạp chí Meg. Ngày hôm sau, họ đã có buổi chụp hình cuối cùng theo phong cách avant-grade của nhà thiết kế Rocky Gathercole, nhưng lần này họ sẽ làm việc với một nhiếp ảnh gia khác nhau.
Ngày tiếp theo, họ đã có một buổi diễn tập trước khi họ đã có buổi trình diễn thời trang cuối cùng cho SM Woman. Vào buổi đánh giá cuối cùng, Ina là người đầu tiên bị loại, Adela trở thành á quân còn Angela trở thành quán quân thứ hai của Philippines' Next Top Model.
| Bảng điểm | Bảng điểm | Bảng điểm | Bảng điểm | Bảng điểm | Bảng điểm | Bảng điểm |
| --------- | --------- | --------- | --------- | --------- | --------- | --------- |
| Thứ tự    | Thí sinh  | Maggie    | Raphael   | Rainer    | Kylie     | Tổng      |
| 1         | Angela    | 10        | 10        | 10        | 10        | 40        |
| 2         | Adela     | 9         | 10        | 10        | 9         | 38        |
| 3         | Ina       | 7         | 6         | 7         | 7         | 27        |

- Nhiếp ảnh gia: Benedict Salvacion, Sol Vergel De Dios, Carlo D. G. Biana
- Khách mời đặc biệt: Rocky Gathercole

## Thứ tự gọi tên
| 1  | Ann     | Jan     | Janny  | Blaise | Adela  | Angela | Angela | Angela       | Ina    | Adela  | Angela |  |  |  |  |  |  |  |
| 2  | Janny   | Adela   | Sarah  | Adela  | Sarah  | Janny  | Janny  | Ina          | Angela | Angela | Adela  |  |  |  |  |  |  |  |
| 3  | Ina     | Sarah   | Adela  | Ina    | Aivie  | Blaise | Ina    | Adela        | Adela  | Ina    | Ina    |  |  |  |  |  |  |  |
| 4  | Adela   | Blaise  | Ina    | Janny  | Angela | Adela  | Blaise | Blaise Janny | Janny  | Janny  |        |  |  |  |  |  |  |  |
| 5  | Jan     | Kim     | Blaise | Sarah  | Janny  | Ina    | Adela  | Blaise Janny | Blaise |        |        |  |  |  |  |  |  |  |
| 6  | Kim     | Janny   | Angela | Angela | Ina    | Aivie  | Aivie  |              |        |        |        |  |  |  |  |  |  |  |
| 7  | Blaise  | Ann     | Ann    | Aivie  | Blaise | Ann    |        |              |        |        |        |  |  |  |  |  |  |  |
| 8  | Angela  | Angela  | Jan    | Kim    | Ann    | Sarah  |        |              |        |        |        |  |  |  |  |  |  |  |
| 9  | Shekie  | Aivie   | Kim    | Ann    | Kim    |        |        |              |        |        |        |  |  |  |  |  |  |  |
| 10 | Aivie   | Shekie  | Aivie  | Jan    |        |        |        |              |        |        |        |  |  |  |  |  |  |  |
| 11 | Sarah   | Ina     | Shekie |        |        |        |        |              |        |        |        |  |  |  |  |  |  |  |
| 12 | Janelle | Janelle |        |        |        |        |        |              |        |        |        |  |  |  |  |  |  |  |

     Thí sinh bị loại
     Thí sinh dừng cuộc thi
     Thí sinh không bị loại khi rơi vào cuối bảng
     Thí sinh chiến thắng cuộc thi

### Bảng điểm
| Hạng | Thí sinh | Tập  | Tập  | Tập  | Tập | Tập | Tập | Tập | Tập | Tập | Tập | Tổng | Trung bình |
| Hạng | Thí sinh | 2    | 3    | 4    | 5   | 6   | 7   | 8   | 9   | 10  | 11  | Tổng | Trung bình |
| ---- | -------- | ---- | ---- | ---- | --- | --- | --- | --- | --- | --- | --- | ---- | ---------- |
| 1    | Angela   | AT   | AT   | AT   | 37  | 40  | 40  | 40  | 36  | 35  | 40  | 268  | 38.3       |
| 2    | Adela    | AT   | AT   | AT   | 46  | 30  | 21  | 31  | 29  | 40  | 38  | 235  | 33.8       |
| 3    | Ina      | THẤP | AT   | AT   | 35  | 23  | 27  | 33  | 40  | 31  | 27  | 216  | 30.8       |
| 4    | Janny    | AT   | CAO  | AT   | 36  | 36  | 35  | 15  | 27  | 21  |     | 170  | 28.3       |
| 5    | Blaise   | AT   | AT   | CAO  | 33  | 34  | 25  | 15  | 10  |     |     | 117  | 23.4       |
| 6    | Aivie    | AT   | THẤP | AT   | 40  | 21  | 14  |     |     |     |     | 75   | 25.0       |
| 7    | Ann      | AT   | AT   | THẤP | 32  | 19  |     |     |     |     |     | 51   | 25.5       |
| 8    | Sarah    | AT   | AT   | AT   | 44  | BỎ  |     |     |     |     |     | 44   | 22.0       |
| 9    | Kim      | AT   | AT   | AT   | 31  |     |     |     |     |     |     | 31   | 31.0       |
| 10   | Jan      | CAO  | AT   | LOẠI |     |     |     |     |     |     |     | —    | —          |
| 11   | Shekie   | AT   | LOẠI |      |     |     |     |     |     |     |     | —    | —          |
| 12   | Janelle  | LOẠI |      |      |     |     |     |     |     |     |     | —    | —          |

     Thí sinh bị loại
     Thí sinh dừng cuộc thi
     Thí sinh không bị loại khi rơi vào cuối bảng
     Thí sinh có điểm cao nhất.
     Thí sinh ở cuối bảng.
     Thí sinh chiến thắng cuộc thi
- Tập 1 là tập casting. Từ 24 thí sinh bán kết đã giảm xuống còn 12 thí sinh chung cuộc.
- Trong tập 6, Sarah đã quyết định dừng cuộc thi vì lí do cá nhân.
- Trong tập 7, điểm số của Aivie được hiển thị là 15 nhưng điểm số thực tế của cô là 14.
- Trong tập 8, Blaise và Janny đã có cùng một số điểm trong khi ở cuối bảng. Kết quả là không ai trong số họ đã bị loại.

### Buổi chụp hình
- Tập 1: Phong cách cá nhân (casting)
- Tập 2: Tạo dáng dưới nước
- Tập 3: Video: Trình diễn thời trang trong nhà để máy bay
- Tập 4: Diện mạo mới trước đám đông
- Tập 5: Ảnh chân dung với mèo với 1 từ ngữ miêu tả
- Tập 6: Người lưỡng tính với Jullian Culas
- Tập 7: Nhân cách khác qua gương
- Tập 8: Tạo dáng trên bãi biển cùng với những người mẫu nam
- Tập 9: Quảng cáo cho mạng di động Smart Communications
- Tập 10: Ảnh chân dung vẻ đẹp với bộ trang điểm màu neon trong bóng tối; Ảnh bìa tạp chí Meg
- Tập 11: Avant-grade

### Diện mạo mới
- Adela: Nhuộm hồng
- Aivie: Cắt tầng và nhuộm xám
- Angela: Cắt ngắn tới vai, cắt tầng và thêm highlight xám
- Ann: Nhuộm đen với highlight màu sáng hơn
- Blaise: Tóc tém
- Ina: Tóc afro ngắn hơn và thêm highlight
- Jan: Thêm mái ngố (từ chối)
- Janny: Cạo phần dưới
- Kim: Cắt đều và nhuộm màu xanh đen
- Sarah: Tóc bob đều